# Victor Blandin
Victor Blandin, né le 8 novembre 1824 à Grangues et mort le 16 avril 1898 à Paris 9e, est un directeur de théâtre français.

## Biographie
D’abord directeur du Grand Théâtre de Reims, de 1862 à 1879, Blandin a présidé au déménagement de cette scène de son local exigu de la rue Talleyrand vers le Grand Théâtre de la rue Chanzy, en 1873. Ambitionnant d’en faire un des meilleurs théâtres de province, il engage des artistes comme Caroline Mézeray (d) , et acquiert une réputation d’excellent administrateur de théâtre, capable de dégager des bénéfices en province, même dans les villes où d’autres avaient échoué.
Après trois ou quatre années de succès, l’attrait de la nouveauté déclinant, il a jugé, en homme avisé et expérimenté, le moment venu de céder la main et s’est associé, le 1er mai 1878, à Louis Cantin à la direction du théâtre parisien des Folies-Dramatiques, rue de Bondy. Ce dernier l’ayant rapidement abandonné pour aller prendre la direction des Bouffes-Parisiens, il lui a succédé à la direction des Folies-Dramatiques. 
Les Bouffes étant passés aux mains de Jules Brasseur et Mme Micheau de Bruxelles, des Nouveautés, en mai 1884, il est passé à la direction du théâtre des Menus-Plaisirs, qu’il inaugure, le 18 octobre 1884, par une nouveauté flanquée de la reprise des deux vaudevilles le Massacre d’un innocent, de Marc-Michel et Varin et la Plaideuse de Céleste de Chabrillan:298. Il réussit un temps, avec des pièces comme Au clair de la lune, revue en quatre actes et huit tableaux, d’Hector Monréal, Henri Blondeau et Georges Grisier, le 31 décembre 1885:300, à ramener le succès sur cette scène, qu'il dirigera jusqu’au 31 août 1887.
Après quelques années de repos, il a fondé, le 14 octobre 1892, le Pôle Nord, au 18 rue de Clichy, première patinoire permanente sur vraie glace qui, malgré la concurrence du Palais de Glace, ouvert en décembre 1893, était encore en pleine prospérité à l’époque de sa mort.